# 石北峠
石北峠（せきほくとうげ）は、北海道の上川郡上川町と北見市（旧留辺蘂町）の境にある国道39号の峠。

## 概要
旭川市と北見市を結ぶ最短ルートとなっている。旧国名の石狩国と北見国から一文字ずつ取って命名され、現在では上川管内とオホーツク管内の境界となっている。
上川町側は石狩川水系で日本海に注ぎ、北見市側は常呂川水系でオホーツク海に注ぐ。
標高は1,050mであるが、植生環境から見れば3,000m級の環境となっており走行条件の厳しい峠となっている。上部では、6月中旬でも雪が降ることがある。峠の頂上部から上川側の延長19.2kmは雨量が100mmで通行規制（交通規制）される区間、それに接する峠の頂上部から北見側にかけての延長9.9kmと上川側の延長6.9kmは、パトロール等で危険が予測される場合に事前に通行規制を行う特殊通行規制区間となっている。
近年は、旭川紋別自動車道の整備が進んだことによりオホーツク圏への交通アクセスに変化が生じている。

## 周辺
石北峠展望台
展望台からは大雪山の山々や阿寒の山並みまで眺めることもできる。
イトムカ鉱山
北見側の峠下にあり、かつて東洋一の水銀産出量を誇った鉱山跡地。現在はイトムカ鉱業所として多種多様な廃棄物処理を行っている。
峠の茶屋（閉店）
かつては峠の駐車場に峠の茶屋があり4月から10月まで営業していた。2007年（平成19年）8月に火災で全焼するも、10月にプレハブで一時的に営業再開、翌2008年（平成20年）に再建し営業を再開した。その後、旭川紋別自動車道延伸に伴う交通量の減少で売り上げが激減。2016年（平成28年）度をもって閉店し、2017年（平成29年）4月より道の駅おんねゆ温泉に移転した。跡地は2018年（平成30年）に解体され、現在は更地である。

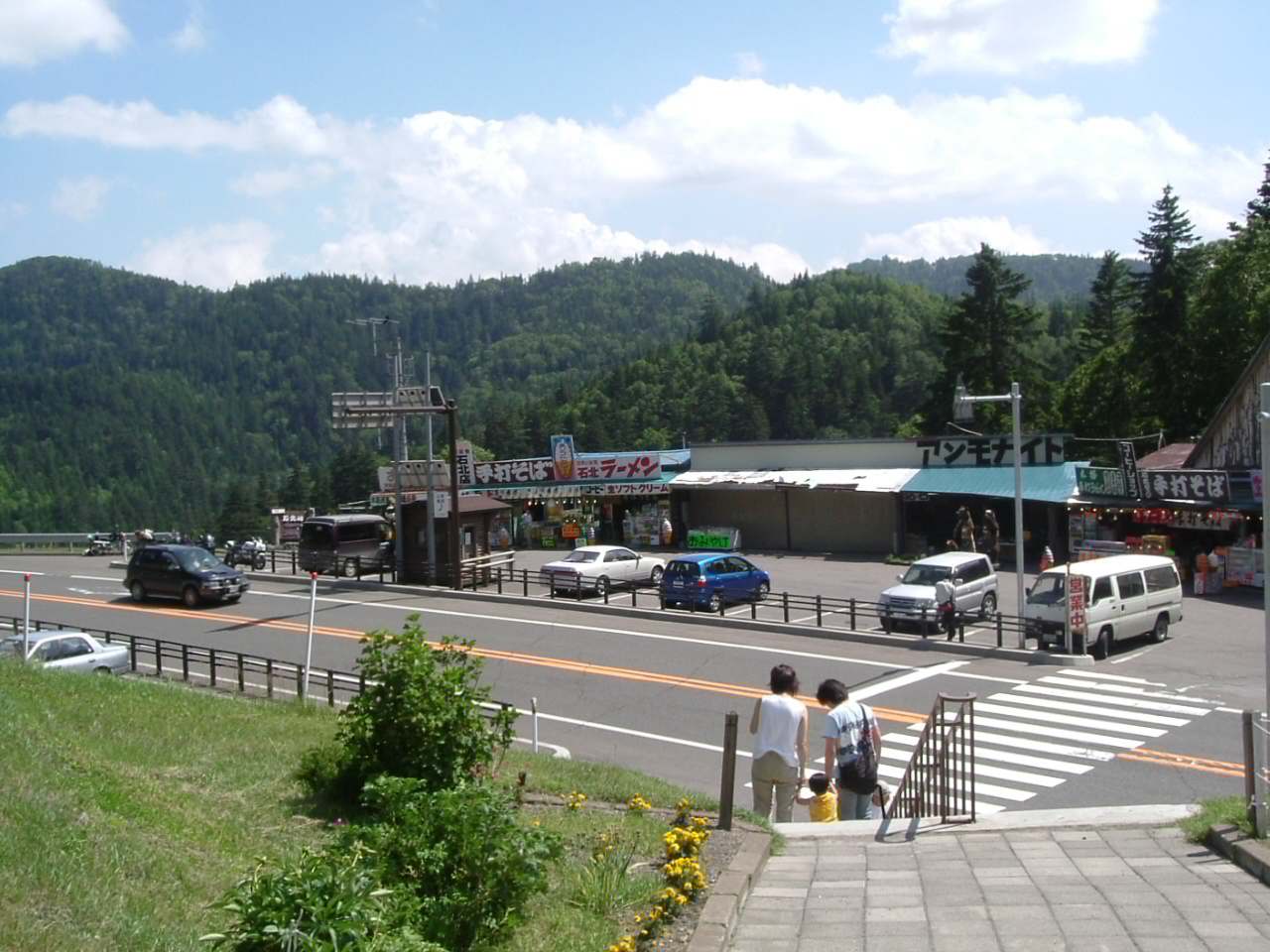
頂上と焼失前の峠の茶屋（2005年8月）

## 石北峠が登場する作品
- 長坂純一「石北峠」（作詞：高木隆春、作曲：桑山真弓）

2012年に清水博正がカバー。